# 황진이 (1982년 드라마)
《황진이》는 1982년 11월 4일부터 1983년 3월 11일까지 방영된 MBC 여인열전 네 번째이자 마지막 시리즈로, 명기 황진이의 파란 많은 생애를 그렸다.
이 드라마의 작가 임충은 “한맺힌 일생과 많은 남성편력으로 무수한 이야기를 남긴 황진이지만, 그녀가 천하게 느껴지지 않는 것은 주옥같은 시편들을 남겼기 때문인지도 모른다. 가냘픈 여인의 몸으로 당시에 엄격한 사회제도의 속박을 벗어던지고 인간회복의 염원을 숭화시킨 의지의 여인으로 그려 보고싶다.”고 말했다. 또한 연출을 맡은 최종수 PD는 “깨어진 기왔장 속에서 천년 전 왕조의 문화를 더듬어내듯 전해내려오는 이야기와 시조 등을 토대로 한시대를 마음껏 살다간 황진이의 참모습을 재현해보고 화려한 남성편력의 의미는 무엇이며, 여자의 한이 무엇인가를 보여주겠다.”고 했다.

## 출연
- 이미숙 : 황진이 (기명 명월) 역
- 원미경 : 옥향 역
- 이미지 : 춘심 역
- 김용림 : 기방 행수 역
- 정혜선 : 진이의 양모 역
- 홍진희 : 소옥화 역
- 김석옥
- 엄유신 : 현금 역 - 진이의 친모
- 김영옥
- 김정연
- 박상조
- 박규채
- 이계인
- 김용건 : 황 진사 역 - 진이의 친부
- 박경현
- 홍순창
- 김희라
- 박원숙
- 정욱 : 서경덕 역
- 최명길 : 부용 역
- 김영임
- 박성미
- 박희정

## 이모저모
- 옥향 역을 맡은 원미경은 KBS2 TV의 주말연속극 《순애》에 출연하던 중 사생활 문제로 중도하차한 바 있지만, 7개월 만에 《황진이》로 재기했지만 또 다시 중도하차하게 되었다.[3][4]
- 결국 원미경이 중도하차하게 되자, 옥향은 개성을 떠나는 것으로 처리하고 새 기생을 등장시키는 것으로 재구성하면서 그 자리에 홍진희(소옥화 역)가 투입됐다.[5]